# Bases aériennes de l'Armée de l'air et de l'espace française

Logo de l'Armée de l'air et de l'espace depuis 2020.

Primitivement sous la forme de « champs d'aviation », les bases aériennes françaises existent depuis le début du XXe siècle (la section d'entraînement militaire de la future base aérienne 122 Chartres-Champhol est créée en 1909). Dénommées ainsi depuis la création officielle de l'Armée de l'air en 1934, en expansion jusqu'aux années 1950, elles connaissent depuis une politique drastique de réduction, en nombre comme en moyens,. 
Le réseau national des bases aériennes soit abrite différents types d'avions et d'autres engins aériens (hélicoptères, drones, etc.) en métropole ou dans les territoires d'outre mer, et sont complétées par les porte-avions ou porte-hélicoptères, soit réunit des services spécialisés dans l'usage et dans la gestion de ces moyens.
Elles dérogent à certains aspects de la législation courante (droit de l'environnement, code de l'aviation civile, code de l'urbanisme…) en raison des activités particulières qu'elles accueillent, et répondent alors à leurs règlements intérieurs et aux autorités militaires et/ou maritimes. Les aérodromes militaires peuvent par exemple bénéficier d'adaptations des modalités d’élaboration des plans d’exposition au bruit. 
Tout comme leur actualité, leur histoire illustre richement celle de la politique militaire et de l'armée française.

## Fonction et organisation des bases aériennes de l'Armée de l'air française
La base aérienne est définie comme une formation administrative relevant de l'Armée de l'air, regroupant des unités relevant soit des commandements organiques et opérationnels, soit de l'administration centrale, ainsi que les moyens qui leur sont associés (Instruction 21/DEF/EMAA/MGAA fixant l'organisation des bases aériennes, du 24 août 2015, remplaçant l'organisation en place depuis le 12 mai 1998).
La base aérienne est soutenue par une base de Défense depuis la création de ces dernières entre 2009 et 2011. Elle dispose d'une organisation standardisée, comportant, depuis le 1er septembre 2015 :
- le commandant de base aérienne, hiérarchiquement subordonné au major général de l'Armée de l'air. En présence d'une plateforme aéronautique, il est directeur d'aérodrome ;
- le commandant en second, particulièrement chargé de la sécurité et de la protection de la base aérienne ;
- le ou plusieurs commandant(s) d'escadre(s), le cas échéant, qui préparent et conduisent l'action des forces aériennes ;
- le chef du groupement d'appui à l'activité ;
- le chef du bureau d'appui au commandement ;
- le chef du centre d'instruction et d'information de réserve de l'Armée de l'air ;
- le conseiller de sécurité nucléaire ;
- l'officier de réserve adjoint, conseiller en matière de réserves ;
- le(s) commandant(s) d'éléments air rattachés, le cas échéant.

## Histoire des bases aériennes de l'Armée de l'air française
L'aviation nait en 1890, puis se développe par étapes. Le 9 octobre 1890 Clément Ader fait voler l'Éole. Le 17 décembre 1903, les frères Wright pilotent leur flyer. L'Armée s'intéresse à ces nouveaux moyens, certains militaires devinant leur potentiel militaire. Il faut trouver des terrains pour les essais. Puis, il convient de fixer des terrains d'aviation à vocation purement militaire, les camps d'aviation, qui deviendront les bases aériennes, en 1933.
La liste exhaustive des terrains, par départements, est présentée sur le document du Service Historique de l'Armée de l'Air.
L'histoire des installations immobilières de l'Armée de l'air ne se confond pas avec celle de l'Armée de l'air ni davantage encore, avec celle de ses unités, navigantes ou non.

### Premiers terrains d'aviation militaire
Aux temps de l'aviation militaire, naissante, celle-ci s'organise et éprouve ses premiers besoins d'infrastructures aériennes, notamment, de piste d'envol, d'équipement de navigation ou d'approche, de bâtiments techniques et des zones-vie nécessaires. La Première Guerre mondiale tranche définitivement la question de l'utilité de l'avion et en révèle pratiquement tous les usages. Les premières bases aériennes se développent et s'étoffent grâce, en premier lieu, au besoin d'écoles d'aviation -ou de pilotage- indispensables pour fournir des pilotes aux appareils produits à une cadence accélérée.
Le 12 octobre 1897, Clément Ader fait voler un avion au camp militaire de Satory, sur la commune de Versailles. Pourtant, tous ses vols sont, encore de nos jours, controversés.
Le 14 juillet 1908, l'officier Ferdinand Ferber organise la démonstration du vol d'un aéroplane, à Issy-les-Moulineaux.
Le 9 juin 1910, un raid aérien militaire part du camp militaire de Châlons-sur-Marne, pour le fort de Vincennes.
La loi du 29 mars 1912 organise l'aviation (l'aéronautique) militaire.

### Premières bases aériennes
Les premiers camps d'aviation présentent incontestablement une vocation de formation au pilotage.
Puis, les terrains opérationnels formeront le maillage géographique permettant le déploiement des forces aériennes.
La Base aérienne 112 Reims-Champagne qui reprenait la station d'aérostiers de Reims et le terrain de Bétheny où eu lieu en 1909 la  Grande Semaine d’Aviation de la Champagne et 1er octobre 1911 le premier concours militaire organisé par la général Roques.
Ainsi, la future base aérienne 122 Chartres-Champhol prend la forme d'un camp d'aviation, dès 1909. Très vite, elle deviendra l'une des plus importantes écoles de formation au pilotage militaire.
En 1909 la camps de Châlons avec son école de pilotage Farman, également, la future base aérienne 119 Pau voit l'installation, sur son emprise, de Wilbur Wright et de son appareil. Le ciel y est plus clément que sur le terrain initial, au Mans. L'école d'aviation militaire y sera active en 1912 et cette base aérienne fermera en 1972.
En mai 1910 est fondée la base aérienne d'Ambérieu-en-Bugey, qui deviendra, également, une école active de formation au pilotage élémentaire.
En 1911, tout juste avant le protectorat de 1912, des avions militaires français sont positionnés au Maroc (1911-1961).
Le 23 juillet 1912, le capitaine Georges Bellanger installe hommes et appareils fondant la future base aérienne 702 Avord. Passant le centenaire, encore opérationnelle, celle-ci détient sans doute le record de longévité des bases aériennes françaises.
Toujours en 1912, la future base aérienne 251 Étampes-Mondésir se met en place.
La base aérienne 102 Dijon-Longvic est installée en 1914.
En 1915, le camp de Parçay-Meslay s'organise près de Tours, et deviendra la base aérienne 705 Tours.
En 1916, des bases aériennes apparaissent en Tunisie (1916-1963).
En mai 1917, la future base aérienne 125 Istres-Le Tubé vient encore renforcer les écoles de pilotage ; en juillet 1917, la base aérienne de Marrakech est opérationnelle.
En 1919, les infrastructures aériennes militaires maillent l'Algérie. Le 36e régiment d'aviation d'afrique est composé de trois Groupes d'Aviation d'Afrique (GAA). Le 1er GAA (Escadrilles 546 et 547) est basé à Alger (Hussein-Dey, puis Maison-Blanche). Le 2e GAA, depuis Oran-La Sénia, réunit les Escadrilles 543 et 548. Le 3e GAA est basé au terrain d'aviation de Sétif, avec les Escadrilles 544 et 549.
En 1920, le mandat donné à la France par la Société des Nations entraîne l'implantation, au « Levant » (Syrie et Liban) de terrains d'aviation (1923-1946).
Thiès est la première base aérienne française déployée en Afrique-Occidentale française (AOF), dans les années 1920.
En février 1929, la base aérienne d'Ivato marque l'implantation de l'Armée de l'air française à Madagascar (1929-1961).
Celle de Bangui est la plus ancienne de l'Afrique-Équatoriale française (AEF) en 1930.
C'est en 1933 que le réseau des bases aériennes s'étend à Djibouti, puis à Noceto (1935). La première de ces implantations perdure après l'indépendance (1977).

### Les bases aériennes de 1934 à 1945
Cette phase historique se caractérise par le déploiement autonome de l'Armée de l'air et de ses bases, en coexistence avec l'aviation civile, puis par la préparation de la Seconde Guerre mondiale.
Le 1er avril 1933 est promulgué le décret de création de l'Armée de l'air. Le maillage territorial devient une priorité. Le décret du 21 octobre 1933 organise l'infrastructure de l'Armée de l'air. Les unités sont jusqu'alors organisées en régiments issus de l'organisation de l'Armée de terre. Ces régiments ont alors la gestion des unités d'aviation comme des infrastructures. Cette organisation n'est pas considéré comme adaptée aux missions confiées à l'Armée de l'air. Le ministre de l'Air, Pierre Cot fait alors expérimenter dans plusieurs régiments une nouvelle organisation où le commandement des éléments mobiles (escadres) est nettement séparé des éléments fixes (bases). Dans chaque régiment deux brigades sont créées : une regroupe les escadres, l'autre la base proprement dite avec un centre d'instruction, un bataillon de dépôt et un parc.
L'expérimentation donne de bons résultats et le ministre étend donc cette nouvelle organisation à toute l'Armée de l'air par décret du 18 octobre 1933. Les bases, rattachées à la région aérienne, ont alors la charge de fournir aux escadres : les services généraux, l'instruction, le ravitaillement l'administration et la mobilisation. En ce sens, l'organisation de l'Armée de l’air s'est éloignée du modèle de l'Armée de terre pour se rapprocher de celle de la Marine, les bases sont alors les « ports » de l'aviation militaire.
La loi du 2 juillet 1934 en fixe l'organisation et la répartition territoriale. En 1935, neuf bases aériennes sont considérées comme les principales de cette nouvelle arme : celles de Chartres, de Metz, de Nancy, de Le Bourget, de Reims, de Pau, de Tours, de Châteauroux et de Lyon. En 1939, la France compte cinq bases en Indochine (départ en 1956).
En 1934, la France totalise 51 bases aériennes. En 1939, celles-ci sont au nombre de 77, parmi 226 terrains d'aviation, dont 41 sont effectivement ouvertes à l'activité aérienne. En outre, 220 terrains secondaires étaient prêts.
La Luftwaffe développe et renforce le réseau des bases aériennes du territoire français, durant l'Occupation.
En 1943, l'AEF dispose de son propre état-major, sur la base aérienne de Brazzaville[réf. nécessaire].

### Les bases aériennes de 1945 à 1989
Cette période est marquée par l'orientation des moyens militaires, en général, vers la gestion de la tension entre le « bloc de l'Ouest », dit libéral, et celui de l'Est, dit communiste. Les infrastructures de l'Armée de l'air s'adaptent aux objectifs qui en découlent. La généralisation des avions à réaction, du moins pour ceux destinés à la chasse, nécessite des surfaces aéroportuaires plus vastes nécessitant d'importants moyens matériels pour la maintenance et la mise en œuvre d'appareils de plus en plus sophistiqués et, surtout, plus éloignées des centres-villes. L'accroissement des coûts d'achat et d'exploitation réduit considérablement le parc d'aéronefs.  
L'arrêté ministériel du 7 décembre 1944 fixe les attributions et l'organisation de la direction des installations et travaux de l'air. En 1945, le dispositif d'Afrique-Occidentale française est recentré sur la base aérienne de Dakar, au Sénégal, avec celles d'Atar, de Bamako, de Gao et de Thiès, la plus ancienne.
Les décrets du 21 février 1951 réorganisent la gestion des installations immobilières de l'air, dans le contexte de la guerre froide. Les années 1950 marquent aussi la construction des bases aériennes de l'OTAN (voir la Liste des bases de l'OTAN en France). L'United States Air Forces in Europe utilise sept terrains français, comme la base aérienne 105 Évreux-Fauville ou la base aérienne de Chaumont-Semoutiers, pour ne prendre que deux exemples. Opérationnelles en 1952, ces bases seront rétrocédées aux autorités françaises en 1967.
Les ouvrages de la Ligne Maginot sont parfois utilisés pour inspirer de nouvelles bases aériennes, comme pour la base aérienne 901 Drachenbronn, par exemple, achevée en 1957 et dotée d'un centre de détection et de contrôle aérien.
D'autres bases outre-mer s'activent : la Base aérienne 185 Hao, ou encore, la base aérienne 191 Saint-Denis de la Réunion, en 1969.

### Les bases aériennes depuis 1989

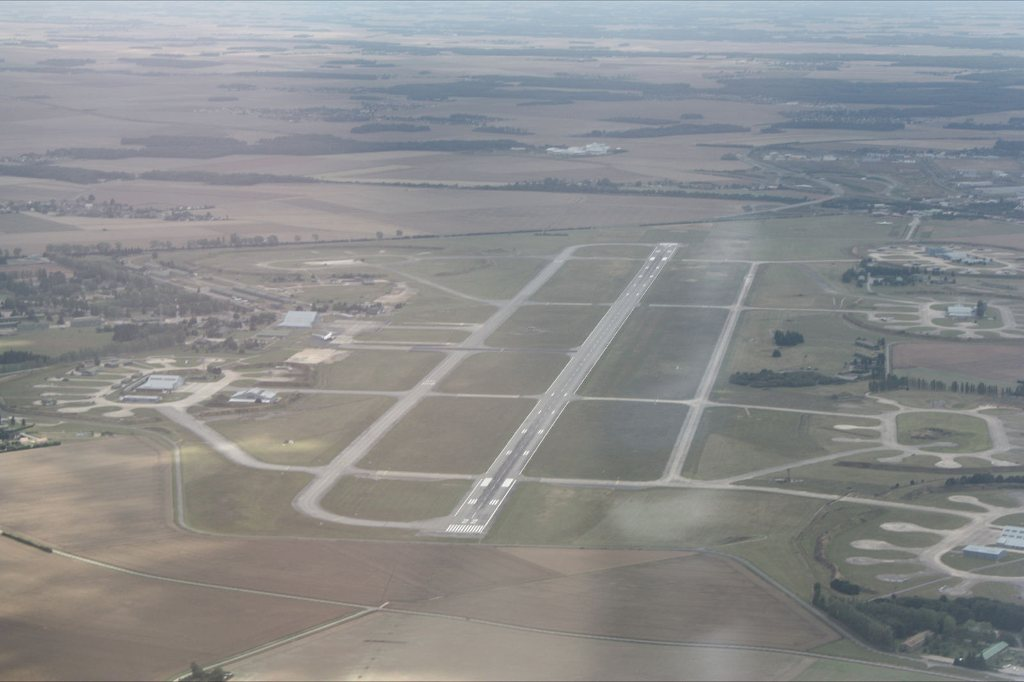
Vue aérienne de la base aérienne d'Évreux au début du XXI.

Le 9 novembre 1989, la chute du mur de Berlin ouvre un changement géostratégique. Les bases aériennes font l'objet de plusieurs adaptations, réduisant considérablement leur dispositif sur le territoire national, pour l'étoffer hors des frontières françaises, dans des zones de conflits armés actifs. Le repli du territoire national se matérialise par une politique constante de dissolution de bases aériennes. Depuis 2010, le rythme est proche de quatre dissolutions par année. Entre 2008 et 2014, l’armée de l’air a fermé douze bases aériennes.
Durant la présence des forces françaises en Afghanistan, en septembre 2007, l'Armée de l'air s'installe à Kandahar, en Afghanistan. Elle est présente à l'aéroport de Kaboul. Elle dispose de moyens sur la base aérienne américaine de Bagram. L'Armée de l'air utilise des installations sur la base aérienne 104 Al Dhafra, aux Émirats arabes unis qui est la première base aérienne française ouverte à l’étranger au XXIe siècle. 
Depuis 2014, la Base aérienne 101 Niamey connait une activité intense.

## Liste des bases aériennes de l'Armée de l'air française

### Bases actives
En 1934, la numérotation des bases de l'Armée de l'air suivait les règles suivantes, restées inchangées depuis :
- Bases opérationnelles : no 101 à 199
- Bases de support (parfois appelées « bases entrepôt ») : no 200 à 299
- Formations écoles (stationnées sur une base école, en général) : no 300 à 399
- Dénomination Base à des casernes abritant un régiment du génie de l'air : no 551, 552 et 503
- Entrepôts de l'armée de l'air : no 601 à 699
- Bases écoles : no 701 à 799 (certaines de ces bases peuvent recevoir des unités opérationnelles, comme la BA 702 Avord)
- Unités diverses : no 800 à 899 (transmissions, hôpitaux (no 834 à 840), unités administratives)
- Bases de défense aérienne (parfois appelées « bases radar » : EM, radar CDC, DMC, CMC, etc) : no 900 à 999.

#### Métropole
| \| BA105 BA106 BA107 BA110 BA113 BA115 BA116 BA118 BA125 BA120 BA123 BA126 BA133 BA204 BA273 BA278 BA701 BA702 BA705 BA709 BA721 BA722 BA749 DA928 BA942 BAN \| Bases aériennes de l'Armée de l'air actives en métropole (en 2022) · Base aérienne · Détachement air · Italique Formation · Bases d'aéronautique navale de la Marine nationale (pour mémoire) · Base d'aéronautique navale |
| BA105 BA106 BA107 BA110 BA113 BA115 BA116 BA118 BA125 BA120 BA123 BA126 BA133 BA204 BA273 BA278 BA701 BA702 BA705 BA709 BA721 BA722 BA749 DA928 BA942 BAN |

La réduction de format de l'Armée de l'Air est constante depuis la fin de la Guerre froide. Celle-ci se traduit par l'enchaînement des fermetures de bases aériennes. En continuité, depuis le 1er janvier 2008, l'armée de l'air s'est engagée dans un processus de transformation appelé Air 2010, présenté comme destiné à améliorer ses capacités. En pratique, il conduit à réduire les coûts en réduisant le dimensionnement et la capacité de l'arme aérienne française. Ainsi, ce processus a conduit à la fermeture de nombreuses bases aériennes (tendance constante depuis le milieu des années 1950) et, en particulier, à la fermeture des régions aériennes Nord (RAN) et Sud (RAS) qui avaient été créées le 30 juin 2000 pour assurer le soutien des bases aériennes implantées en métropole.
- Base aérienne 101 Toulouse « Général Robert Aubinière » (créée en 1934 et fermée en 2009, elle est recréée en 2025 en tant que base à vocation spatiale)
- Base aérienne 105 Évreux-Fauville « Commandant Jules Viot » (créée en 1952)
- Base aérienne 106 Bordeaux-Mérignac « Capitaine Michel Croci » (créée le 19 novembre 1936)
- Base aérienne 107 Villacoublay « Sous-lieutenant René Dorme » (créée le 1er août 1936)
- Base aérienne 110 Creil « Lieutenant-colonel Guy Fanneau de la Horie » : (créée en 1954) n’abrite plus d'activité aérienne depuis le 1er octobre 2016 mais accueille des unités de l'armée de l'air et de l'espace comme l'escadron Esterel ou le centre militaire d'observation satellitaire.
- Base aérienne 113 Saint-Dizier-Robinson « Commandant Antoine de Saint-Exupéry » (créée en 1951)
- Base aérienne 115 Orange-Caritat « Capitaine Maurice de Seynes » (créée en juillet 1939)
- Base aérienne 116 Luxeuil-Saint Sauveur « Lieutenant-colonel Tony Papin » (créée en avril 1916)
- Base aérienne 118 Mont-de-Marsan « Colonel Constantin Rozanoff » (créée en 1914)
- Base aérienne 120 Cazaux « Commandant Ferdinand Marzac » (créée en septembre 1915)
- Base aérienne 123 Orléans-Bricy « Commandant Charles Paoli » (créée en 1927)
- Base aérienne 125 Istres-Le Tubé « Sous-lieutenant Charles Monier » (créée en mai 1917)
- Base aérienne 126 Solenzara « Capitaine Albert Preziosi » (créée en 1954)
- Base aérienne 133 Nancy-Ochey « Commandant Henri Jeandet » (créée en septembre 1915)
- Base aérienne 204 Mérignac-Beauséjour
- Base aérienne 273 Romorantin-Pruniers « Lieutenant-colonel Maurice Mailfert »
- Base aérienne 278 Ambérieu-en-Bugey « Colonel Albert Chambonnet » (créée en mai 1910)
- Base aérienne 701 Salon-de-Provence / École de l'Air et École des commissaires des armées « Général Jean-Marc Pineau » (depuis 1935)
- Base aérienne 702 Avord / École de l'Aviation de Transport « Capitaine Georges Madon » (créée en juillet 1912, initialement Base aérienne 127)
- Base aérienne 705 Tours « Commandant Jean Tulasne » (novembre 1915, puis mars 1961)
- Base aérienne 709 Cognac-Châteaubernard / École de Pilotage de l'Armée de l'Air « Commandant Ménard » (créée en 1938)
- Base aérienne 721 Rochefort / École de Formation des Sous-Officiers de l'Armée de l'Air « Adjudant Gémot » (1931)
- Base aérienne 722 Saintes-Thénac / École d'Enseignement Technique de l'Armée de l'Air « Capitaine Albert Raffin » (1945)
- Base aérienne 749 Grenoble-Montbonnot / École des Pupilles de l'Air « Élève Jacques Lorenzi » (créée en 1941)
- Base aérienne 921 Taverny « Frères Mahé » (fermeture en 2011[22], réouverte en 2024[23])
- Détachement air 928 Brest-Loperhet, site de surveillance aérienne doté de trois radars, créé en 1968, ancien CDC 08.927, rattaché depuis 1976 à la Base aérienne 705 de Tours[24]
- Base aérienne 942 Lyon-Mont Verdun « Capitaine Jean Robert » (1960)

#### Outre-mer
| \| BA181 BA186 DA190 BA367 BA101 BA104 BA172 BA188 \| Bases aériennes de l'Armée de l'air actives en outre-mer et à l'étranger (en 2022) · Base aérienne · Détachement air |
| BA181 BA186 DA190 BA367 BA101 BA104 BA172 BA188 |

- Base aérienne 181 La Réunion « Lieutenant Roland Garros » (La Réunion)
- Base aérienne 186 Nouméa-La Tontouta « Lieutenant Paul Klein  » (Nouvelle-Calédonie)
- Détachement air 190 Tahiti-Faa'a « Sergent Julien Allain » (Polynésie française)
- Base aérienne 367 Cayenne-Rochambeau « Capitaine François Massé » (Guyane française)

#### Étranger
- Base aérienne 104 Al Dhafra (Émirats arabes unis)
- Base aérienne 188 Djibouti « Colonel Massart » (Djibouti)
- Éléments air à Libreville (Gabon)
- Bases aériennes projetées ou BAP. Ce sont des bases aériennes temporaires, souvent implantées sur l'emprise d'une base aérienne alliée. Par exemple, la Base aérienne Prince-Hassan en Jordanie abrite une BAP française établie en support de l'opération Chammal.

### Bases dissoutes

#### France métropolitaine
- Base aérienne 101 Toulouse-Francazal « Général Lionel de Marmier » (fermée le 1er septembre 2009[25].) - actuel Aéroport de Toulouse Francazal)
- Base aérienne 102 Dijon-Longvic "Capitaine Georges Guynemer", fermée le 30 juin 2016[26]. Les Alphajet de l'Escadron d'entraînement 2/2 Côte-d'Or (devenu 3/8 Côte-d'Or) sont transférés à Cazaux et le commandement des Forces aériennes est transféré à la BA 106 - Bordeaux en 2015). Elle accueille l'école de gendarmerie de Dijon depuis septembre 2016.
- Base aérienne 103 Cambrai-Épinoy « Commandant René Mouchotte » (fermée le 28 juin 2012[22])
- Base aérienne 103 Châteauroux (de 1912 jusqu'en 1939, puis de 1952 à 1967, comme base OTAN)
- Base aérienne 104 Dugny-Le Bourget (durant 70 années, créée en 1914, dissoute en 1984) - actuel Aéroport de Paris-Le Bourget
- Base aérienne 105 Romilly (BA 781 jusqu'en 1954, BA 914 en 1961)
- Base aérienne 108 Marignane
- Base aérienne 109 Tours (BA 131 jusqu'en 1936, devient BA 705 en 1961) (Note : la base aérienne de La Rochelle a porté également le numéro 109)
- Base aérienne 111 Lyon-Bron (créée en 1910, dissoute en 1964), ancienne BA 105
- Base aérienne 111 Mourmelon
- Base aérienne 112 Reims-Champagne « Edmond Marin la Meslée » (durant 83 années, de 1928 à 2011)
- Base aérienne 113 Lille-Wambrechies
- Base aérienne 113 Rochefort
- Base aérienne 114 Aix-Les-Milles « Général Andrier » (dissoute en 2003)
- Base aérienne 114 Romorantin
- Base aérienne 116 Saint-Cyr-l'Ecole (deviendra par la suite Base aérienne 272)
- Base aérienne 117 Paris « Capitaine Georges Guynemer » (dissolution le 25 juin 2015, dans le cadre de l'Hexagone Balard[27], et création la même année, pour lui succéder, de la Formation administrative air de Paris 117, renommée Formation administrative 117 Paris en 2020[28]).
- Base aérienne 118 Orly
- Base aérienne 119 Pau (durant 63 années, de 1909 à 1972 ; toujours utilisée comme base d'hélicoptères par l'ALAT ; ex-base aérienne 136)
- Base aérienne 119 Nanterre[29], avec l'établissement central de matériel aéronautique (ECMA, 1956-1964) et une école de mécaniciens d'aviation (EMGA, 1944-1950)[30]
- Base aérienne 120 Chateaudun (deviendra Base aérienne 279)
- Base aérienne 121 Nancy-Essey (utilisée comme base d'hélicoptères par l'ALAT jusque dans les années 1990)
- Base aérienne 122 Chartres-Champhol « Lieutenant Albert Vasseur » (durant 87 années, créée en 1909, dissoute en 1996)
- Base aérienne 124 Strasbourg-Entzheim (dissoute en 1994, elle partageait ses infrastructures avec l'aéroport de Strasbourg-Entzheim)
- Base aérienne 126 Coulommiers-Voisin
- Base aérienne 128 Metz-Frescaty « Lieutenant-colonel Jean Dagnaux » (dissoute le 21 juin 2012[22],[31])
- Base aérienne 129 Saint Jean d'Angély-Fontenet (dissoute en 1963)
- Base aérienne 129 Buc
- Base aérienne 130 Salon (devient BA 701)
- Base aérienne 131 Tours (devient BA 109 en 1936, puis BA 705 en 1961)
- Base aérienne 131 Mourmelon (dissoute en 1965)
- Base aérienne 131 Caen (devenue BA 245 puis BA 720)
- Base aérienne 132 Colmar-Meyenheim « Commandant René Pépin » (dissoute le 1er juillet 2010, renommée quartier Colonel Dio, elle accueille aujourd'hui le régiment de marche du Tchad)
- Base aérienne 134 Versailles
- Base aérienne 135 Cognac (devient BE 705, puis BA 709 en 1961)
- Base aérienne 135 de Meaux-Esbly (deviendra Base aérienne 923)
- Base aérienne 136 Toul-Rosières « Colonel Phelut » (base OTAN en 1952, dissoute en 1998) (la base aérienne de Pau a également porté un temps ce numéro 136)
- Base aérienne 137 Melun-Villaroche
- Base aérienne 138 Thionville
- Base aérienne 139 Persan-Beaumont
- Base aérienne 140 La Ferté-Gaucher
- Base aérienne 141 Nangis
- Base aérienne 142 Cambrai
- Base aérienne 146 Rouen-Boos - (actuel Aéroport Rouen Vallée de Seine)
- Base aérienne 147 Le Havre
- Base aérienne 151 Metz-Chambières
- Base aérienne 152 Compiègne-Royallieu
- Base aérienne 153 Toulouse-Pérignon
- Base aérienne 154 Epinal
- Base aérienne 155 Romans
- Base aérienne 158 Roye-Amy[29]
- Base aérienne 177 Auxerre (dissoute en 1970)
- Base aérienne 188 Beauvais
- Base aérienne 200 Apt-Saint-Christol (dissoute en 1999, renommée quartier Maréchal Koenig, elle accueille aujourd'hui le 2e régiment étranger de génie)
- Base aérienne 203 Bordeaux-Cenon « Lieutenant-colonel Sarre »
- Base aérienne 205 Dijon-Ville
- Base aérienne 206 Bordeaux-Fauché
- Base aérienne 217 Brétigny-sur-Orge « Colonel Brunet » (fermeture en 2012[22], elle accueille aujourd'hui l'Institut de recherche biomédicale des armées et le 2e régiment du service militaire volontaire)
- Base aérienne 218 Persan-Beaumont (dissoute en 1967)
- Base aérienne 245 Caen-Carpiquet (devenue Base aérienne 720)  - actuel Aéroport de Caen-Carpiquet)
- Base aérienne 251 Étampes-Mondésir (durant 58 années, de 1909 à 1967) (base aérienne 110 à l'origine)
- Base aérienne 256 Saint-Nazaire
- Base aérienne 260 Orchamps
- Base aérienne 261 Crépey
- Base aérienne 263 Allemant
- Base aérienne 265 Rocamadour
- Base aérienne 266[32] Lamanon (dépôt de munitions)(dissoute)
- Base aérienne 269 Mortmarre
- Base aérienne 270 Fontainebleau
- Base aérienne 271 Rennes Saint Jacques « Colonel Brunet » (toujours utilisée par l'ALAT)
- Base aérienne 272 Saint-Cyr-l'École « Colonel Charles Renard » (base aérienne 116 à l'origine)
- Base aérienne 274 Limoges-Romanet « Commandant Leclere » (dissoute en 1997)
- Base aérienne 275 Le Blanc
- Base aérienne 276 Saint Astier (dissoute en 1969)
- Base aérienne 277 Varennes-sur-Allier (créée en 1937, dissoute le 30 juin 2015)[33] devenue Détachement air 277 Varennes-sur-Allier « Capitaine Albert Rousseau »
- Base aérienne 279 Châteaudun « Lieutenant Marcel Beau » (durant 80 années, créée en 1934, dissoute en juillet 2014)
- Base aérienne 280 Paris Ville
- Base aérienne 285 Montmorency
- Base aérienne 290 Ris-Orangis
- Base aérienne 291 Chamalières
- Base aérienne 292 Toulouse L'Hers
- Base aérienne 551 Toul-Thouvenot (dissoute en 1998)
- Base aérienne 552 Compiègne « Général Hirschauer »
- Base aérienne 706 Cazaux (devient BA 120)
- Base aérienne 720 Caen-Carpiquet (créée en 1926, anciennement BE 720 et BA 120 - actuel aéroport de Caen - Carpiquet)
- Base aérienne 723 Auxerre (dissoute en 1964, voir base aérienne 177 Auxerre)
- Base aérienne 725 Chambéry-Le Bourget-du-Lac « Lieutenant-colonel Sarre » (dissoute en 1985)
- Base aérienne 726 Nîmes « Lieutenant-colonel Colin » (dissoute en 1996, transformée en École nationale de police)
- Base aérienne 727 Toulouse Balma « Lieutenant-colonel Azama » (anciennement BE 209)
- Base école 740 Nantes
- Base aérienne 742 Maison des Ailes Echouboulains (dissoute en 1995)
- Base aérienne 745 Aulnat « Commandant Fayolle » (dissoute en 1985)
- Base aérienne 781 Romilly (BA 105 à partir de 1954, puis BA 914 à partir de 1961)
- Base aérienne 901 Drachenbronn « Commandant Jean-Dieudonné de Laubier » : effectifs réduits de 191 personnes en 2015 puis disparue en 2017, étant automatisée et devenant un Élément Air Rattaché. La maintenance échoit à la base de Nancy. Le C.D.C (Centre de Détection et de Contrôle) 05.542 de Lyon Mont-Verdun et le C.D.C 07.927 de Cinq-Mars-la-Pile se répartissent les missions de surveillance)[34]
- Base aérienne 902 Contrexéville « Capitaine Albert Littolff » (dissoute en 1999)
- Base aérienne 914 Romilly (BA 781 jusqu'en 1954, BA 105 jusqu'en 1961, dissoute en 1995).
- Base aérienne 920 Orly (base aérienne 118 à l'origine)
- Base aérienne 922 Doullens « Capitaine Doumer » (dissoute en 2006)
- Base aérienne 923 Meaux (dissoute en 1949)
- Base aérienne 925 Rethel (dissoute en 1962)
- Base aérienne 927 Cinq-Mars-la-Pile
- Base aérienne 943 Roquebrune-Cap-Martin (dissoute en 2012)
- Base aérienne 944 Narbonne (subsiste un détachement Air)
- Base aérienne Pujaut[35] à Pujaut, près d'Avignon.

- Base aérienne de Chambley-Bussières (1940, puis base OTAN de 1952 à 1967)
- Base aérienne de Laon-Couvron (1930, puis base OTAN de 1952 à 1967) (Base aérienne 148 Laon-Chambry, auparavant).

Certaines bases aériennes de l'United States Air Forces in Europe et de l'Aviation royale canadienne n'ont pas figuré parmi les bases aériennes de l'Armée de l'air française. Citons notamment :
- Base aérienne de Chaumont-Semoutiers utilisée aujourd'hui par le 61e régiment d'artillerie ;
- Base aérienne d'Étain-Rouvres utilisée aujourd'hui par le 3e régiment d'hélicoptères de combat ;
- Base aérienne Grostenquin utilisée comme site d’entraînement et par le Polygone de Guerre Électronique ;
- Base aérienne de Lunéville-Chenevières utilisée aujourd'hui par le 53e régiment de transmissions ;
- Base aérienne de Phalsbourg-Bourscheid utilisée aujourd'hui par le 1er régiment d'hélicoptères de combat.

#### Forces françaises en Allemagne (FFA)
- Base aérienne 136 Friedrichshafen (dissoute en 1954)
- Base aérienne 136 Bremgarten (dissoute en 1968)
- Base aerienne 137 Coblence-Niedermendig de 1945 à 1957
- Base aérienne 139 Lahr (dissoute en 1967)
- Base aérienne 165 Berlin Tegel (dissoute en 1994)
- Base aérienne 178  (dissoute en 1990)[36]
- Détachement air 4/178 Achern (dissoute en 1994)[36]
- Base aérienne 243 Stetten (BA 520 à partir de 1964)
- Base aérienne 253 Fribourg
- Base aérienne 257 Friedrichshafen
- Base aérienne 520 Stetten (BA 243 jusqu'en 1964)
- Base aérienne 521 Friedrichshafen-Lowental
- Base aérienne 903 Friedrichshafen
- Base aérienne 904 Achern (dissoute en 1964)[36]

#### Algérie
- Base aérienne 140 Blida
- Base aérienne 141 Oran la Sénia « Commandant Tulasne »
- Base aérienne 142 Boufarik
- Base aérienne 143 Batna
- Base aérienne 144 Sétif Ain Arnat ou Base Alat 101
- Base aérienne 145 Colomb-Béchar (dissoute en mars 1967)
- Base aérienne 146 La Réghaïa
- Base aérienne 148 Hussein Dey
- Base aérienne 149 Maison Blanche
- Base aérienne 167 Reggane
- Base aérienne 180 Bousfer (rétrocédée le 1er janvier 1971, suivant les accords d'Évian de 1962)
- Base aérienne 210 Alger Ville
- Base aérienne 211 Telergma (rétrocédée à l'Algérie après l'indépendance)
- Base aérienne 212 Biskra
- Base aérienne 213 Bône
- Base aérienne 214 Oued Zenata
- Base aérienne 215 Ouargla
- Base aérienne 216 Oued Hamimin Constantine ex DTO 30/540
- Base aérienne 92 Djelfa
- Base aérienne Laghouat
- Base aérienne Méchéria
- Base aérienne Orléansville
- Base aérienne Paul Cazelle (Ain Oussera)
- DAM Oasis 1 et 2 In Ecker

#### Burkina Faso
- Base aérienne secondaire Bobo Dioulasso

#### Cameroun
- Base aérienne 174 Douala

#### Centrafrique
- Base aérienne 171 Bangui
- Base aérienne Fort Archaimbault

#### Chypre
- Base aérienne 791 Akrotiri (1956-1957)
- Base aérienne 792 Tymbou (1956-1957)

#### Congo
- Base aérienne 170 Brazzaville Maya Maya « Capitaine Gaulard »
- Base aérienne 173 Pointe Noire

#### Gabon
- Base aérienne 175 Libreville

#### Guinée
- Base aérienne secondaire Labé

#### Indochine
- Base aérienne de transit 190 Bach Mai (banlieue de Hanoi) « La Baume » (dissoute le 1er septembre 1954)
- Base aérienne 191 Tan-Son-Nhut (Cochinchine)
- Détachement de gardiennage de Vientiane 60/191 - Laos
- Détachement de gardiennage de Phnom Penh 61/191 - Cambodge
- Base aérienne tactique 192 (Biên Hòa) - Cochinchine
- Base aérienne 193 Tourane (Annam) (dissoute en 1955)
- Base aérienne 194 Nhatrang (Annam)
- Base aérienne tactique 195 An Khe, puis Cat Bi (Tonkin) (dissoute en 1955)
- Base aérienne 196 Seno (Laos)
- Base aérienne 197 Gialam (Hanoi) (dissoute en 1954)
- Base aérienne 198 Doson
- Base aérienne tactique 199 Cap-Saint-Jacques (Cochinchine) (dissoute en 1956)

#### Madagascar
- Base aérienne 181 Ivato (transférée à Saint Denis Gillot - La Réunion)
- Base aérienne 182 Diego Suarez
- Base aérienne d'Andrakaka
- Base aérienne de Majunga
- Base aérienne de Tamatave
- Base aérienne de Tananarive

#### Mali
- Base aérienne 162 Bamako
- Base aérienne 163 Gao
- Base aérienne secondaire Tessalit

#### Maroc
- Base aérienne 150 Rabat-Ville « Colonel Faye »
- Base aérienne 151 Rabat-Salé « Commandant Guedj » (dissoute en 1961)
- Base aérienne 152 Agadir
- Base aérienne 153 Oujda (dissoute en 1959)
- Base aérienne 154 Médiouna (dissoute en 1960)
- Base aérienne 155 Casablanca (dissoute en 1960)
- Base aérienne 200 Nouasseur (dissoute en 1959)
- Base aérienne 201 Sidi-Slimane (dissoute en 1959)
- Base aérienne 202 Ben Guerir
- Base aérienne 204 Boulhaut (dissoute en 1959)
- Base école 707 Marrakech (dissoute au second semestre 1961)
- Base école 708 Meknès « Commandant Mezergues » (dissoute en 1961)
- Base école 724 Fès « Capitaine Petit-Jean » (dissoute en 1961)
- Base aérienne Jema-Jahim
- Base aérienne Ksar-El-Souk no 11/708 (rattachée à la BA 708 Meknès)
- Base aérienne Kasba-Tadla
- Base aérienne Ouarzazate

#### Mauritanie
- Base aérienne 164 Atar
- Base aérienne secondaire Fort-Trinquet

#### Martinique
- Base aérienne 365 Lamentin (fermeture effectuée le 18 juillet 2012[37])

#### Niger
- Base aérienne 101 Niamey
- Base aérienne 201 Agadez, devenue la Base aérienne 201 de l'armée américaine

#### Polynésie française
- Base aérienne 185 Hao
- Base aérienne 195 Mururoa
- Base aérienne 190 Tahiti-Faa'a (Tahiti) « Sergent Julien-Allain » (Fermée depuis juillet 2012)

#### Sénégal
- Base aérienne 160 Dakar-Ouakam
- Base aérienne 161 Thiès

#### Tchad
- Base aérienne projetée "Sergent Adji Kossei" (Tchad)

#### Togo
- Détachement air 460 Lomé 2004-2007

#### Tunisie
- Base aérienne 156 Bizerte Sidi Ahmed « Lieutenant Garros » (dissoute en 1963)
- Base aérienne 157 Tunis-El-Aouina
- Base aérienne 158 Gabès
- Base aérienne 958 Bizerte El Kébir

## Historique des codes mécanographiques des bases aériennes
Les codes mécanographiques.
| BA n° | Lieu de stationnement      | Nom de tradition                    | Dépt.               |
| ----- | -------------------------- | ----------------------------------- | ------------------- |
| 101   | Toulouse-Francazal         | Général Lionel de Marmier           | 31                  |
| 102   | Dijon-Longvic              | Capitaine Georges Guynemer          | 21                  |
| 103   | Chateauroux                |                                     | 36                  |
| 103   | Cambrai-Épinoy             | Commandant René Mouchotte           | 59                  |
| 104   | Le Bourget                 |                                     | 93                  |
| 104   | Al Dhafra                  |                                     | Émirats arabes unis |
| 105   | Fayence                    |                                     | 83                  |
| 105   | Gaillac                    |                                     | 81                  |
| 105   | Lyon                       |                                     | 69                  |
| 105   | Romilly                    |                                     | 10                  |
| 105   | Evreux-Fauville            | Commandant Viot                     | 27                  |
| 106   | Bordeaux-Mérignac          | Capitaine Michel Croci              | 33                  |
| 107   | Vélizy-Villacoublay        | Sous-lieutenant René Dorme          | 78                  |
| 108   | Marignane                  |                                     | 13                  |
| 109   | La Rochelle                |                                     | 17                  |
| 109   | Tours                      |                                     | 37                  |
| 110   | Étampes                    |                                     | 91                  |
| 110   | Creil                      | Lieutenant-colonel Guy de La Horie  | 60                  |
| 111   | Amiens                     |                                     | 80                  |
| 111   | Valence                    |                                     | 26                  |
| 111   | Mourmelon                  |                                     | 52                  |
| 111   | Metz-Frescaty              |                                     | 57                  |
| 111   | Lyon-Bron                  |                                     | 69                  |
| 112   | Reims-Champagne            | Commandant Edmond Marin la Meslée   | 51                  |
| 113   | Rochefort                  |                                     | 17                  |
| 113   | Saint-Dizier-Robinson      | Commandant Antoine de Saint-Exupéry | 52                  |
| 114   | Romorantin                 |                                     | 41                  |
| 114   | Aix-Les-Milles             | Général Andrier                     | 13                  |
| 115   | Orange-Caritat             | Capitaine de Seyne                  | 84                  |
| 116   | Saint-Cyr                  |                                     | 78                  |
| 116   | Aulnat                     |                                     | 63                  |
| 116   | Luxeuil-Saint Sauveur      | Lieutenant-colonel Tony Papin       | 70                  |
| 117   | Paris                      | Capitaine Guynemer                  | 75                  |
| 118   | Orly                       |                                     | 91                  |
| 118   | Ablon                      |                                     | 91                  |
| 118   | Mont-de-Marsan             | Colonel Constantin Rozanoff         | 40                  |
| 119   | Pau                        |                                     | 64                  |
| 120   | Caen                       |                                     | 14                  |
| 120   | Caen-Carpiquet             |                                     | 14                  |
| 120   | Cazaux                     | Commandant Marzac                   | 33                  |
| 121   | Nancy-Essey                |                                     | 54                  |
| 122   | Chartres-Champhol          | Lieutenant Vasseur                  | 28                  |
| 123   | Orléans-Bricy              | Commandant Paoli                    | 45                  |
| 124   | Saint-Jean d'Angely        |                                     | 17                  |
| 124   | Cazaux                     |                                     | 33                  |
| 124   | Paris-Ville                |                                     | 75                  |
| 124   | Strasbourg-Entzheim        | Lieutenant Vasseur                  | 67                  |
| 125   | Istres-Le tubé             | Sous-lieutenant Monier              | 13                  |
| 126   | Montpellier                |                                     | 34                  |
| 126   | Ajaccio                    |                                     | 2A                  |
| 126   | Ventiseri-Solenzara        | Capitaine Preziosi                  | 2B                  |
| 127   | Avord                      |                                     | 18                  |
| 127   | Chambéry                   |                                     | 73                  |
| 128   | Metz-Frescaty              | Lieutenant-colonel Jean Dagnaux     | 57                  |
| 129   | Saint-Jean d'Angely        |                                     | 17                  |
| 130   | Salon-de-Provence          |                                     | 13                  |
| 131   | Caen                       |                                     | 14                  |
| 131   | Mourmelon                  |                                     | 52                  |
| 132   | Rennes                     |                                     | 35                  |
| 132   | Colmar-Meyenheim           | Commandant René Pépin               | 68                  |
| 133   | Romilly                    |                                     | 10                  |
| 133   | Nancy-Ochey                | Commandant Henri Jeandet            | 54                  |
| 134   | Versailles                 |                                     | 78                  |
| 135   | Cognac                     |                                     | 16                  |
| 136   | Pau                        |                                     | 64                  |
| 136   | Friedrichshafen            |                                     | RFA                 |
| 136   | Bremgarten                 |                                     | RFA                 |
| 136   | Toul-Rosières              | Colonel Phelut                      | 54                  |
| 137   | Coblence                   |                                     | RFA                 |
| 138   | Thionville                 |                                     | 57                  |
| 138   | Metz                       |                                     | 57                  |
| 138   | Mourmelon                  |                                     | 52                  |
| 138   | Fribourg                   |                                     | RFA                 |
| 139   | Rayak                      |                                     | Liban               |
| 139   | Lahr                       |                                     | RFA                 |
| 140   | Blida                      |                                     | Algérie             |
| 141   | Oran la Sénia              | Commandant Tulasne                  | Algérie             |
| 142   | Boufarik                   |                                     | Algérie             |
| 143   | Toulouse-Blagnac           |                                     | 31                  |
| 143   | Batna                      |                                     | Algérie             |
| 144   | Sétif                      |                                     | Algérie             |
| 145   | Colomb-Béchar              |                                     | Algérie             |
| 146   | La Réghaïa                 |                                     | Algérie             |
| 148   | Montpellier                |                                     | 34                  |
| 148   | Hussein Dey                |                                     | Algérie             |
| 149   | Alger Maison Blanche       |                                     | Algérie             |
| 150   | Rabat-Ville                | Colonel Faye                        | Maroc               |
| 151   | Metz-Chambières            | Commandant Guedj                    | 57                  |
| 151   | Rabat-Salé                 | Commandant Guedj                    | Maroc               |
| 152   | Compiègne                  |                                     | 60                  |
| 152   | Agadir                     |                                     | Maroc               |
| 153   | Toulouse-Pérignon          |                                     | 31                  |
| 153   | Oujda                      |                                     | Maroc               |
| 154   | Epinal                     |                                     | 88                  |
| 154   | Médiouna                   |                                     |                     |
| 155   | Romans                     |                                     | 01                  |
| 155   | Montluçon                  |                                     | 03                  |
| 155   | Casablanca                 |                                     | Maroc               |
| 156   | Bizerte Sidi Ahmed         | Lieutenant Garros                   |                     |
| 157   | Tunis-El-Aouina            |                                     | Tunisie             |
| 160   | Dakar-Ouakam               |                                     | Sénégal             |
| 161   | Thiès                      |                                     | Sénégal             |
| 162   | Bamako                     |                                     | Mali                |
| 163   | Gao                        |                                     | Mali                |
| 164   | Atar                       |                                     | Mauritanie          |
| 165   | Berlin-Tegel               |                                     | Berlin-Ouest        |
| 167   | Reggane                    |                                     | Algérie             |
| 168   | Bouaké                     |                                     |                     |
| 169   | In Ecker                   |                                     | Algérie             |
| 170   | Brazzaville                | Capitaine Gaulard                   | Congo               |
| 171   | Bangui                     |                                     |                     |
| 172   | Fort-Lamy                  |                                     | Tchad               |
| 173   | Pointe Noire               |                                     | Congo               |
| 174   | Douala                     |                                     |                     |
| 175   | Vichy                      |                                     | 03                  |
| 175   | Libreville                 |                                     |                     |
| 177   | Albi                       |                                     | 81                  |
| 177   | Auxerre                    |                                     | 89                  |
| 178   | Bremgarten                 |                                     | RFA                 |
| 178   | Fribourg                   |                                     | RFA                 |
| 178   | Achern                     |                                     | RFA                 |
| 180   | Bou Sfer                   |                                     | Algérie             |
| 181   | Ivato                      | Lieutenant Roland Garros            | Madagascar          |
| 181   | Saint-Denis                | Lieutenant Roland Garros            | La Réunion          |
| 182   | Diego Suarez               |                                     | Madagascar          |
| 185   | Hao                        |                                     | Polynésie française |
| 186   | la Tontouta                | Lieutenant Paul Klein               | Nouvelle-Calédonie  |
| 188   | Djibouti                   | Colonel Massart                     | Djibouti            |
| 189   | Kien Anh                   |                                     |                     |
| 190   | Bach Mai                   |                                     |                     |
| 190   | Tahiti-Faa'a               | Sergent Julien-Allain               | Polynésie française |
| 191   | Tan-Son-Nhut               |                                     |                     |
| 192   | Bien Hoa                   |                                     |                     |
| 193   | Tourane                    |                                     |                     |
| 194   | Nhatrang                   |                                     |                     |
| 195   | Haiphong - Cat Bi          |                                     |                     |
| 195   | Mururoa                    |                                     | Polynésie française |
| 196   | Seno                       |                                     |                     |
| 197   | Hanoi Gialam               |                                     |                     |
| 198   | Doson                      |                                     |                     |
| 199   | Nhatrang                   |                                     |                     |
| 199   | Ville Cap-Saint-Jacques    |                                     |                     |
| 200   | Nouasseur                  |                                     |                     |
| 200   | Apt-Saint-Christol         |                                     | 84                  |
| 201   | Blida                      |                                     | Algérie             |
| 201   | Sidi-Slimane               |                                     | Algérie             |
| 202   | Oran                       |                                     | Algérie             |
| 202   | Ben Guerir                 |                                     | Maroc               |
| 203   | Alger                      |                                     | Algérie             |
| 203   | Bordeaux-Cenon             | Lieutenant-colonel Sarre            | 33                  |
| 204   | Tunis                      |                                     | Tunisie             |
| 204   | Boulhaut                   |                                     |                     |
| 204   | Bordeaux-Beauséjour (DA)   |                                     | 33                  |
| 205   | Bizerte                    |                                     | Tunisie             |
| 205   | Vitré                      |                                     | 35                  |
| 205   | Dijon-Ville                |                                     | 21                  |
| 206   | Meknès                     |                                     | Maroc               |
| 206   | Bordeaux-Fauché            |                                     | 33                  |
| 209   | Toulouse Balma (BE)        |                                     | 31                  |
| 210   | Alger Ville                |                                     | Algérie             |
| 211   | Bach Mai                   |                                     |                     |
| 211   | Telergma                   |                                     |                     |
| 212   | Biskra                     |                                     |                     |
| 212   | Bien Hoa                   |                                     |                     |
| 213   | Dakar                      |                                     | Sénégal             |
| 213   | Bône                       |                                     | Algérie             |
| 214   | Bangui                     |                                     |                     |
| 214   | Zenata                     |                                     |                     |
| 215   | Ivato                      |                                     | Madagascar          |
| 215   | Ouargla                    |                                     | Algérie             |
| 216   | Djibouti                   |                                     | Djibouti            |
| 216   | Constantine                |                                     | Algérie             |
| 216   | Ouad Hamimin               |                                     |                     |
| 217   | Agen                       |                                     | 47                  |
| 217   | Brétigny-sur-Orge          | Colonel Brunet                      | 91                  |
| 218   | Persan-Beaumont            |                                     | 60                  |
| 240   | Nimes                      |                                     | 30                  |
| 243   | Stetten                    |                                     | RFA                 |
| 246   | La Rochelle                |                                     | 17                  |
| 251   | Étampes-Mondésir           |                                     | 91                  |
| 252   | Lodève                     |                                     | 34                  |
| 253   | Fribourg                   |                                     | RFA                 |
| 256   | Saint-Nazaire              |                                     | 44                  |
| 257   | Friedrichshafen            |                                     | RFA                 |
| 258   | Crépy-en-Laonnois          |                                     |                     |
| 259   | Jonzac                     |                                     | 16                  |
| 260   | Orchamps                   |                                     | 39                  |
| 261   | Crépey                     |                                     | 54                  |
| 263   | Allemant                   |                                     | 02                  |
| 264   | Nogent-l'Abbesse           |                                     | 51                  |
| 265   | Rocamadour                 |                                     | 46                  |
| 266   | Lamanon                    |                                     | 13                  |
| 267   | Compiègne-Royallieu        |                                     | 60                  |
| 269   | Mortmarre                  |                                     |                     |
| 270   | Fontainebleau              |                                     | 77                  |
| 271   | Rennes Saint Jacques       |                                     | 35                  |
| 272   | Saint Cyr-L’École          | Colonel Renard                      | 78                  |
| 273   | Romorantin-Pruniers (DA)   | Lieutenant-colonel Mailfert         | 41                  |
| 274   | Limoges-Romanet            | Commandant Leclere                  | 87                  |
| 275   | Le Blanc                   |                                     | 36                  |
| 276   | Saint Astier               |                                     | 24                  |
| 277   | Varennes-sur-Allier (DA)   | Capitaine Rousseau                  | 03                  |
| 278   | Ambérieu-en-Bugey          | Colonel Chambonnet                  | 01                  |
| 279   | Châteaudun                 | Lieutenant Beau                     | 28                  |
| 280   | Paris Ville                |                                     | 75                  |
| 282   | Cinq-Mars-la-Pile          |                                     | 37                  |
| 285   | Montmorency                |                                     | 95                  |
| 288   | Aulnat                     |                                     | 63                  |
| 290   | Ris-Orangis                |                                     | 91                  |
| 291   | Chamalières                |                                     | 63                  |
| 292   | Toulouse L'Hers            |                                     | 31                  |
| 302   | Alger - Maison Blanche     |                                     | Algérie             |
| 304   | Alger Ville                |                                     | Algérie             |
| 306   | Meknès                     |                                     | Maroc               |
| 308   | Bizerte - Sidi Ahmed       |                                     | Tunisie             |
| 309   | Dakar                      |                                     | Sénégal             |
| 310   | Bamako                     |                                     | Mali                |
| 312   | Casablanca                 |                                     | Maroc               |
| 312   | Tunis                      |                                     | Tunisie             |
| 313   | Bizerte - Sidi Ahmed       |                                     | Tunisie             |
| 322   | Thiès                      |                                     | Sénégal             |
| 323   | Thiès                      |                                     | Sénégal             |
| 323   | Bamako                     |                                     | Mali                |
| 325   | Rayak                      |                                     | Liban               |
| 325   | Djibouti                   |                                     | Djibouti            |
| 325   | In Ecker                   |                                     | Algérie             |
| 330   | Bangui                     |                                     |                     |
| 330   | Biscarosse                 |                                     | 40                  |
| 362   | Kenitra                    |                                     |                     |
| 365   | Lamentin                   |                                     | Martinique          |
| 367   | Cayenne-Rochambeau         | Capitaine Massé                     | Guyane              |
| 375   | Pointe-à-Pitre             |                                     | Guadeloupe          |
| 375   | Fort-de-France             |                                     | Martinique          |
| 376   | La Tontouta (DA)           | Nelle-Calédonie                     |                     |
| 520   | Stetten                    |                                     | RFA                 |
| 521   | Friedrichshaffen-Lowental  |                                     | RFA                 |
| 521   | Algérie                    |                                     | Algérie             |
| 551   | Toul-Thouvenot             |                                     | 54                  |
| 552   | Compiègne                  | Général Hirschauer                  | 60                  |
| 700   | Baden - Oos                |                                     | RFA                 |
| 701   | Salon-de-Provence          | Général Pineau                      | 13                  |
| 702   | Avord                      | Capitaine Madon                     | 18                  |
| 703   | Pau                        |                                     | 64                  |
| 705   | Cognac (BE)                |                                     | 16                  |
| 705   | Tours-Saint Symphorien     | Commandant Tulasne                  | 37                  |
| 706   | Cazaux                     |                                     | 33                  |
| 707   | Marrakech                  |                                     | Maroc               |
| 708   | Meknès                     | Commandant Mezergues                | Maroc               |
| 709   | Cognac-Châteaubernard      | Commandant Ménard                   | 16                  |
| 720   | Caen-Carpiquet             |                                     | 14                  |
| 721   | Rochefort-Saint Agnant     | Adjudant Gémot                      | 17                  |
| 722   | Saintes-Thénac             | Capitaine Albert Raffin             | 17                  |
| 723   | Auxerre                    |                                     | 89                  |
| 724   | Fès                        | Capitaine Petit-Jean                | Maroc               |
| 725   | Chambéry-Le Bourget-du-Lac | Lieutenant-colonel Sarre            | 73                  |
| 726   | Nîmes                      | Lieutenant-colonel Colin            | 30                  |
| 727   | Toulouse Balma             | Lieutenant-colonel Azama            | 31                  |
| 740   | Chambéry                   |                                     | 73                  |
| 740   | Nantes (BE)                |                                     | 44                  |
| 741   | Grenoble                   |                                     | 38                  |
| 742   | Echouboulains              | Maison des Ailes                    | 77                  |
| 745   | Aulnat                     | Commandant Fayolle                  | 63                  |
| 749   | Grenoble-Montbonnot        | Élève Jacques Lorenzi               | 38                  |
| 781   | Romilly                    |                                     | 10                  |
| 781   | Akrotiri                   |                                     | Chypre              |
| 792   | Tymbou                     |                                     | Chypre              |
| 901   | Drachenbronn               | Commandant de Laubier               | 67                  |
| 902   | Contrexéville              | Capitaine Littolf                   | 88                  |
| 903   | Friedrichshaffen           |                                     | RFA                 |
| 904   | Hornisgride                |                                     | RFA                 |
| 904   | Achern                     |                                     | RFA                 |
| 914   | Romilly                    |                                     | 10                  |
| 921   | Taverny                    | Frères Mahé                         | 95                  |
| 922   | Doullens                   | Capitaine Doumer                    | 80                  |
| 923   | Meaux                      |                                     | 77                  |
| 923   | Bizerte - Kébir            |                                     | Tunisie             |
| 925   | Rethel                     |                                     | 08                  |
| 941   | Giens                      |                                     | 83                  |
| 942   | Lyon-Mont Verdun           | Capitaine Robert                    | 69                  |
| 943   | Nice                       | Capitaine Auber                     | 06                  |
| 944   | Narbonne                   |                                     | 11                  |
| 958   | Bizerte El Kébir           |                                     | Tunisie             |